# Umaru Yar'Adua
Umaru Musa Yar'Adua (Katsina, 9. srpnja 1951. – 5. svibnja 2010. ), 13. predsjednik Nigerije, drugi otkad je uspostavljena Četvrta Nigerijska Republika.
Rodio se u aristokratskoj muslimanskoj obitelji, a potječe iz naroda Fulani. Katsina je njegovo rodno mjesto. Obrazovao se na više prestižnih institucija, a prije ulaska u politički život, obavljao je dužnosti prosvjetitelja, poučavajući na raznim sveučilištima diljem Nigerije.
Bio je relativno nepoznat na nacionalnoj razini, a njegovi protivnici tvrde da je pobijedio na namještenim izborima, te da se ponaša kao marioneta sada već bivšeg predsjednika Obasanja, jer mu je pokojni brat Shehu Musa Yar'Adua bio potpredsjednik države kad je Obasanjo došao na vlast i bio 5. predsjednik Nigerije.
Bio je tajnik Stranke narodnog iskupljenja, a otac mu je bio potpredsjednik Nacionalne stranke Nigerije.
Umaru se razlikuje od ostalih dosadašnjih predsjednika Nigerije jer je javno objavio svoju imovinu, a postao je i peti guverner
sa sjevera Nigerije koji je uveo šerijatsko pravo. Guverner jedne od mnogo nigerijskih država bio je cijelo vrijeme dok je Olusegun Obasanjo bio predsjednik. Dan prije ustoličenja na položaj predsjednika, prestao je biti guverner te države. 
Brat mu je bio general-bojnik koji je umro u zatvoru u kojem je završio jer Sani Abacha nije htio vratiti Nigeriju pod civilnu upravu. 
Umaru Musa Yar'Adua je došao na vlast, a posebnost je ta što je Obasanjo njemu predao vlast, a ta primopredaja bila je prva između dva civilna predsjednika nakon dugo vremena.
Nigerija je neovisna od 1960., dakle 47 godina. Od tih 47 godina 28 godina je vladala vojska (Vojna hunta od 1966. – 1979. te nekoliko režima od 1983. – 1998.).
Javno je objavio da posjeduje 5 i pol milijuna dolara u imovini, od toga 100,000 dolara ima njegova žena Turai Umaru Yar'Adua s kojom je u braku od 1975. godine, te s njom ima sedmero djece. Kćer mu je udana za guvernera države Kebbi.
Njegov kabinet ima 39 ministara, dva iz Svenigerijske narodne stranke.